# Turza Śląska
Turza Śląska (niem. Gross Thurze) – wieś w województwie śląskim, w powiecie wodzisławskim, gminie Gorzyce. Przepływa przez nią rzeka Leśnica.
W latach 1975–1998 miejscowość położona była w województwie katowickim.

## Historia
Po raz pierwszy miejscowość wzmiankowana została w 1305 roku jako Turschow. W połowie XIX wieku ludność polskojęzyczna stanowiła większość we wsi. Topograficzny opis Górnego Śląska z 1865 roku notuje: Vorwerk befinden sich in 98 Haushaltungen 498 nur der polnischen Sprache (...) (...). Czyli w tłumaczeniu na język polski: W folwarku znajduje się 98 gospodarstw domowych z 498 mieszkańcami mówiącymi tylko w języku polskim (...).
Od XVI w. do 1809 roku, Turza należała do Wodzisławskiego Państwa Stanowego.
W 1885 roku powstała miejscowa szkoła podstawowa. Od 1 stycznia 1946 roku włączona zostaje do gminy wiejskiej Wodzisław Śląski do kiedy gmina została zniesiona 29 września 1954 roku.
W międzywojniu do Turzy włączono Olszynicę.

## Zabytki
Obecnie Turza Śląska znana jest głównie z sanktuarium pod wezwaniem Matki Boskiej Fatimskiej. 13 czerwca 2004 roku arcybiskup Józef Kowalczyk na mocy dekretu papieża Jana Pawła II ukoronował turzański obraz Matki Boskiej Fatimskiej koronami papieskimi.

## Komunikacja
Przez miejscowość przebiega autostrada A1 (północ-południe), a konkretnie odcinek pomiędzy węzłami Mszana i Gorzyce oraz droga krajowa nr 78 (odcinek Wodzisław Śląski-Gorzyce).

## Sport
W Turzy Śląskiej od 1924 roku działa klub piłkarski LKS Unia. W sezonie 2012/2013 Unia Turza Śląska wywalczyła awans w rozgrywkach klasy A Podokręgu Racibórz, a tym samym po raz pierwszy w historii klub ten zagrał w lidze okręgowej. W 2016 roku klub po raz pierwszy awansował do III ligi.